# Hafliðaskrá
Hafliðaskrá  eller Bergþórslög kallas Islands första skrivna lag.
Lagen kom till stånd genom ett alltingsbeslut sommaren 1117. Då uppdrogs åt lagsagomannen Bergþór Hrafnsson och hövdingen Hafliði Másson att med därtill utsedda sakkunniga mäns råd nedskriva landets lagar samt att framföra förslag till tillägg och ändringar, som kunde innebära förbättringar. Vid 1118 års allting upplästes och godkändes "dråpbalken (Vigslóði) och mycket annat", men omfånget på denna lag är okänt, då varken den eller någon avskrift finns bevarad. Det är också okänt hur mycket av denna lag, som ingår i de laghandskrifter från 1200-talet, som kallas Grágás och innehåller den isländska fristatens lag, sådan den var i mitten av 1200-talet.